# Dennis Nutt
Dennis Clay Nutt (Little Rock, 25 marzo 1963) è un ex cestista e allenatore di pallacanestro statunitense, professionista nella NBA e in Spagna.